# ІФК Гольмсунд
ІФК Гольмсунд — футбольний клуб із Гольмсунд, Швеція, заснований 8 червня 1923, який проводить свої домашні ігри на Камратваллені. 

## Історія
ІФК Гольмсунд було засновано 8 червня 1923 року. Довгий час клуб грав лише у нижчих лігах. 
У 1952 році команда вперше була переведена в Дивізіон 3 і посіла шосте місце в сезоні у групі Norrländska Norra.
У чемпіонаті Швеції 1966 року клуб виступав у Дивізіоні 2, став переможцем у групі «Норрланд» та у турнірі плей-оф здобув право на підвищення в Аллсвенскан.
Провели у вищому дивізіоні єдиний сезон 1967 року. У 22-х матчах клуб здобув 3 перемоги, 1 нічию та 18 поразок, різниця забитих і пропущених м'ячів 24:79. ІФК Гольмсунд посів останнє 12-е місце і вибув до Дивізіону 2.
У 1990 році клуб збанкрутував, але відразу заново відродився.

## Відомі гравці
Валлійський футболіст і актор Вінні Джонс виступав за клуб у 1986 році.
- Рамаз Шенгелія.
- Мераб Мегреладзе
- Заур Сванадзе